# Huang Chia-chi
Huang Chia-chi – tajwańska zapaśniczka w stylu wolnym. Srebrna medalistka mistrzostw Azji w 1996 roku.